# Снегуровка (Черкасская область)
Снегуровка (укр. Снігурівка) — посёлок в Золотоношском районе Черкасской области Украины.
Население по переписи 2001 года составляло 4 человека, все назвали украинский язык родным. Почтовый индекс — 19772. Телефонный код — 4737.

## Местный совет
19772, Черкасская обл., Золотоношский р-н, с. Коробовка

## История
Снегуровка біла приписана не позже 1796 года к Николаевской церкви в Коробовке
Есть на карте 1826-1840 годов как Снегировка
В 1862 году в деревне владельческой Снигировка (Снигиревка) было 9 дворов где жило 91 человек (41 мужского и 50 женского пола), а в 1911 году было 172 человека (75 мужского и 97 женского пола)